# Alfredo Giovanardi
Alfredo Giovanardi (Imola, 4 dicembre 1927 – 12 agosto 1998) è stato un politico italiano.

## Biografia
Nacque da Romeo e Lodovica Folli. Attivo nella Resistenza, dall'8 agosto 1944 al 14 aprile 1945 fece parte della 66ª brigata Garibaldi nell'imolese.
Lavorò nel settore della meccanica, fu sindacalista con la CGIL, ricoprendo il ruolo di segretario regionale aggiunto in Emilia-Romagna dal 1966 al 1969. Impegnato in politica con il Partito Socialista Italiano, venne eletto deputato della Repubblica nel collegio di Bologna nel 1972 e nel 1976; concluse il proprio mandato parlamentare nel 1979.
Morì a 70 anni il 12 agosto 1998.